# Trench (album)
Trench là album phòng thu thứ năm của bộ đôi âm nhạc Mỹ Twenty One Pilots, phát hành vào ngày 5/10/2018 qua Fueled by Ramen. Đây là album phòng thu đầu tiên của ban nhạc trong 3 năm, sau thành công vang dội của album trước đó của họ, Blurryface (2015). Được thu âm trong suốt một năm im lặng trước công chúng, nó là một album chủ đề về sức khoẻ tinh thần, tự tử và sự ngờ vực — những chủ đề được làm nổi bật trong những tác phẩm trước đó của ban nhạc — lấy bối cảnh là thành phố ẩn dụ có tên Dema và thung lũng vây quanh được biết đến dưới tên "Trench".